# 다다미촌
다다미촌(忠見村)은 후쿠오카현 야메군에 있던 촌이다. 현재의 야메시에 해당한다.